# Duomo di San Donà di Piave
Il duomo di Santa Maria delle Grazie è la chiesa principale della città di San Donà di Piave, in città metropolitana di Venezia e diocesi di Treviso; fa parte del vicariato di San Donà di Piave.

## Storia
Nel 1476 Francesco Marcello e Angelo Trevisan, detentori dei diritti demaniali della Gastaldia di San Donà, ottennero dal pontefice Sisto IV il permesso di costruire una nuova chiesa nel territorio sottoposto alla propria giurisdizione. L'esigenza di erigere un nuovo edificio di culto era dettata dalla scomparsa di quasi tutte le chiese preesistenti, distrutte da guerre o inondazioni del Piave. La cappella fu dedicata a Santa Maria delle Grazie (“Plebs et Ecclesia Sanctae Mariae Gratiarum, de Gastaldia SS. Donati et Hermelii de Plavi”) e consacrata quattro anni più tardi, nel luglio 1480, dal Vescovo di Treviso Giovanni Dacre.
Il 22 agosto 1480 il doge della Repubblica di Venezia Nicolò Da Ponte concesse l'investitura delle temporalità al primo curato Pietro da Drivasto. Come risulta da documenti coevi, la cappella era spoglia, mancante di qualsiasi decorazione interna e priva di campanile.
Nel 1500, trascorsi vent'anni dalla consacrazione dell'edificio, nella relazione della sua visita pastorale Bernardo Rossi evidenziava la trascuratezza della cappella, con il suo primo campanile, costituito da due campane sistemate su armatura di legname, e con un primo corredo liturgico, acquistato dai fedeli.
Solo nel 1505 su iniziativa del curato veneziano Daniele De Marchi vennero finalmente compiuti i lavori di abbellimento della chiesa e, successivamente, la costruzione di un piccolo campanile.
L'edificazione di una vera e propria torre campanaria avvenne però solamente sul finire del XVI secolo. Alla base della struttura per volere dei proprietari della Gastaldia fu collocato lo stemma dei Trevisan. Allo stesso periodo risale anche l'esclusione della stessa famiglia Trevisan dall'amministrazione diretta della chiesa, affidata ai massari e al curato (1580). La relazione redatta nel 1584, in seguito alla visita apostolica del vescovo di Parenzo, testimonia la presenza nella chiesa di un corredo liturgico.

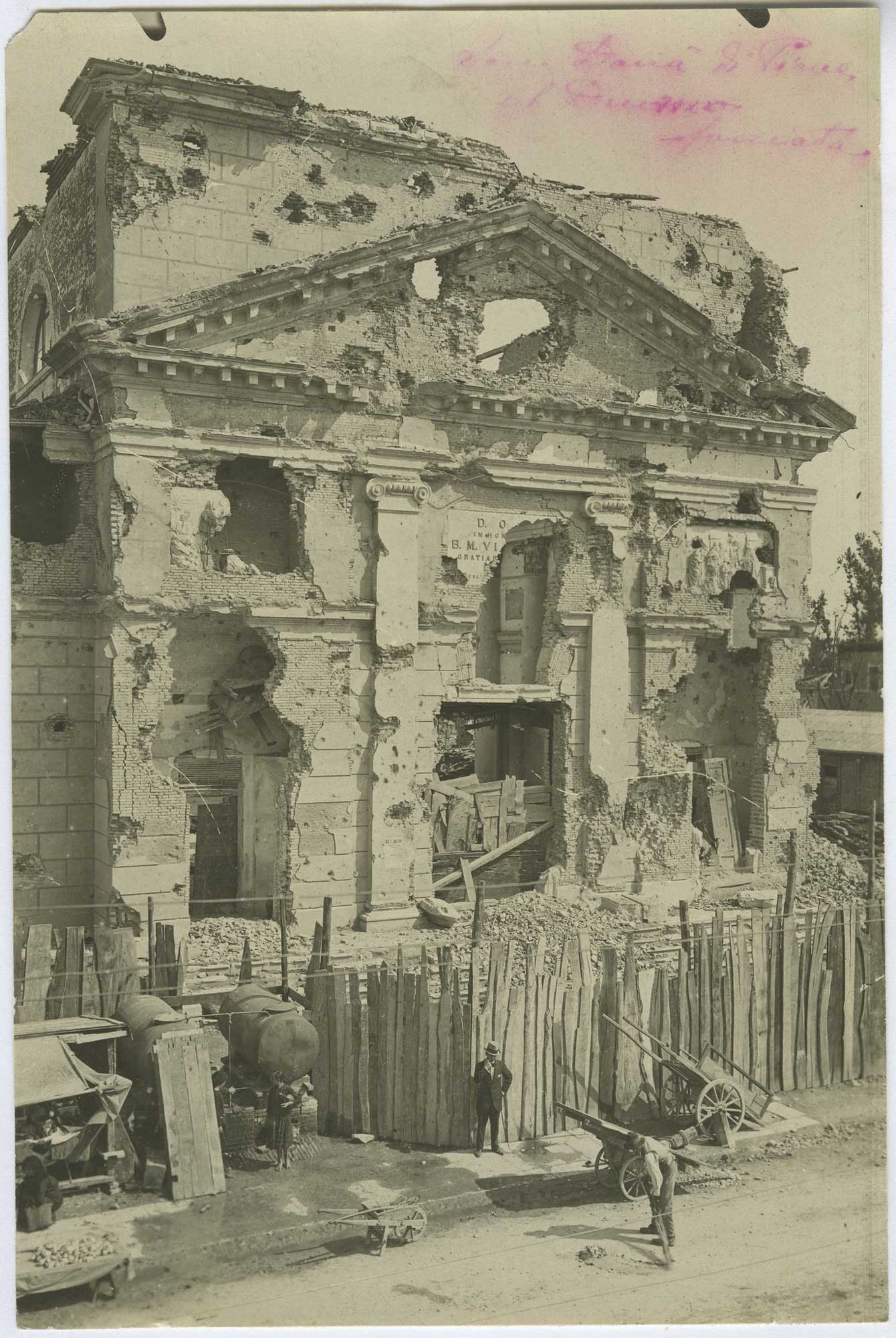
Ruderi del Duomo dopo i combattimenti della Prima Guerra Mondiale

Nel 1641 la chiesa fu sottoposta a lavori di restauro.
Nella relazione della visita pastorale del 1778, oltre all'elenco dei vari corredi ed opere presenti nella chiesa, sono citate due lapidi, una delle quali, fatta affiggere da Angelo Trevisan, scampò alle distruzioni della prima guerra mondiale.
Nella visita pastorale di circa sessant'anni dopo, nel 1837, il vescovo di Treviso Sebastiano Soldati constatò le cattive condizioni della vecchia chiesa, che aveva subito negli anni ampliamenti e sovrapposizioni, ma non era più in grado di accogliere la popolazione.
Su istanza del parroco Angelo Rizzi, tra il 1838 e il 1841 fu dunque costruita una nuova chiesa parrocchiale, realizzata dall'architetto Giovanni Battista Meduna su progetto di Antonio Diedo.
Lo stesso parroco commissionò nel 1845 al pittore Carlo Zatti (1809-1899) una pala rappresentante la Madonna delle Grazie e
san Donato in gloria con il Redentore che incoronava la Vergine con un corteggio di angeli. L'opera, dopo essere stata esposta al Palazzo Ducale di Venezia, fu spedita a San Donà dove la cittadinanza l'accolse con grandi feste e musica. Carlo Zatti dipinse altri quadri per il Duomo: il Transito di san Giuseppe con Gesù e Maria (per l'altare di
destra), la Deposizione al Sepolcro, l'Adorazione dei pastori, la Pesca miracolosa, l'Adultera e Gesù. Tutte queste opere andarono distrutte, assieme alla pala d'altare più importante, durante la Prima guerra mondiale.
Nel 1854 fu avviata la lunga opera di costruzione del nuovo campanile, terminata solo nel 1902, sessant'anni dopo la consacrazione della chiesa.
La chiesa fu quasi completamente distrutta dalle granate italiane durante la Prima guerra mondiale. L'edificio sacro e il campanile furono ricostruiti tra il 1919 e il 1923 su progetto dell'architetto veneziano Giuseppe Torres e consacrati il 19 settembre 1925 dal vescovo di Treviso Andrea Giacinto Longhin.

## Descrizione

### Interno

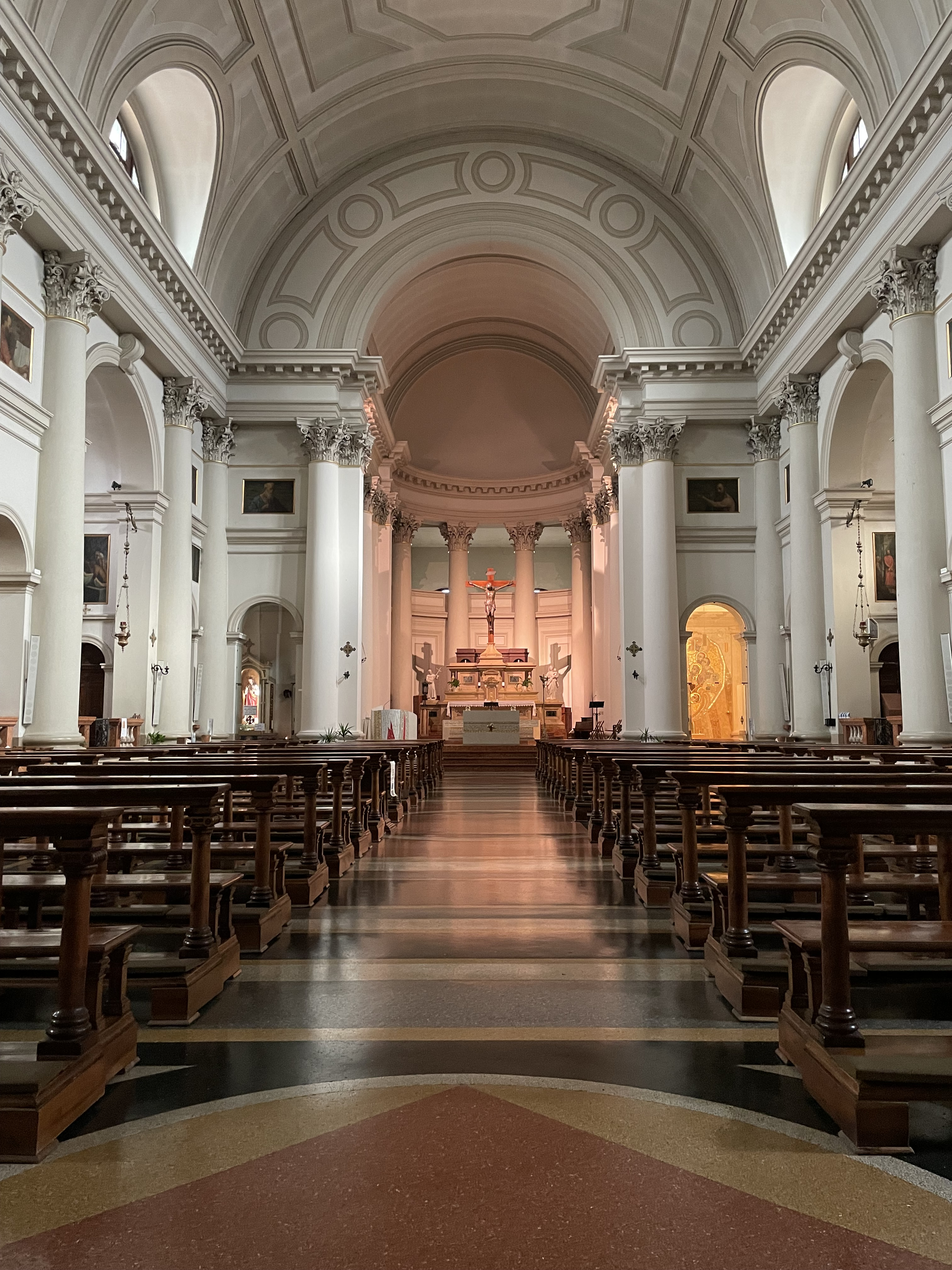
L'interno della chiesa

L'interno è a navata unica coperta da una volta a botte. Lo spazio è scandito da semicolonne corinzie e decorato da dodici pannelli raffiguranti gli apostoli, opera del bresciano Alberto Rava e dono della famiglia Ancillotto.
Sei cappelle laterali intercomunicanti dilatano lo spazio della navata e ospitano varie opere d'arte risalenti in prevalenza al XIX e XX secolo. Le cappelle di destra (lato sud), sono dedicate rispettivamente a san Giuseppe, a santa Maria delle Grazie e alle "opere di misericordia". Le cappelle di sinistra (lato nord), sono invece intitolate a san Giovanni Battista e a sant'Antonio da Padova, mentre l'ultima è riservata al fonte battesimale.
Nel presbiterio, sopra l'altare maggiore, trova posto un grande crocifisso bronzeo. Ai lati si trovano due statue in marmo di Carrara provenienti dalla chiesa precedente rappresentanti la Madonna del Rosario e San Francesco d'Assisi.
Sulla controfacciata, ai lati del portone principale la lapide di destra ricorda la concessione del giuspatronato sulla chiesa della Gastaldia di San Donà ai Trevisan, patrizi veneziani, dispensata da Papa Sisto IV nel febbraio 1476.
All'interno dell'edificio è presente un organo costruito nel 1924 dalla ditta Mascioni di Varese. Sostituisce uno strumento della stessa casa costruttrice del 1913, andato distrutto durante la Grande guerra.
Posto dietro l'altare maggiore su cassa in noce scolpito, è a trasmissione a leva Barker. 
Nella cappella della riserva eucaristica, a destra dell'altare è presente dal maggio 2021 un ciclo di mosaici opera dell'artista e gesuita sloveno Marko Ivan Rupnik e del Centro Aletti.

### Esterno

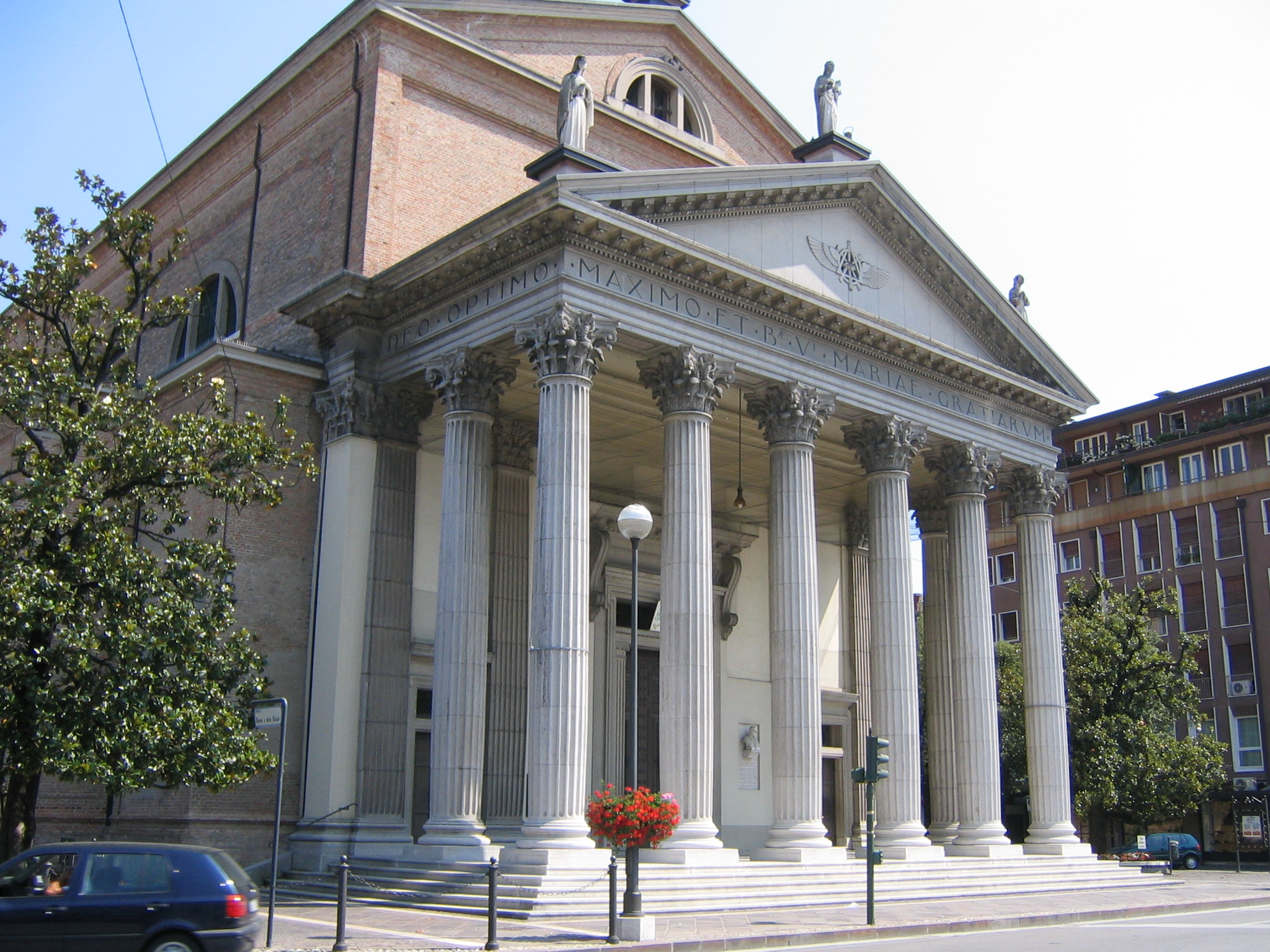
La facciata del Duomo

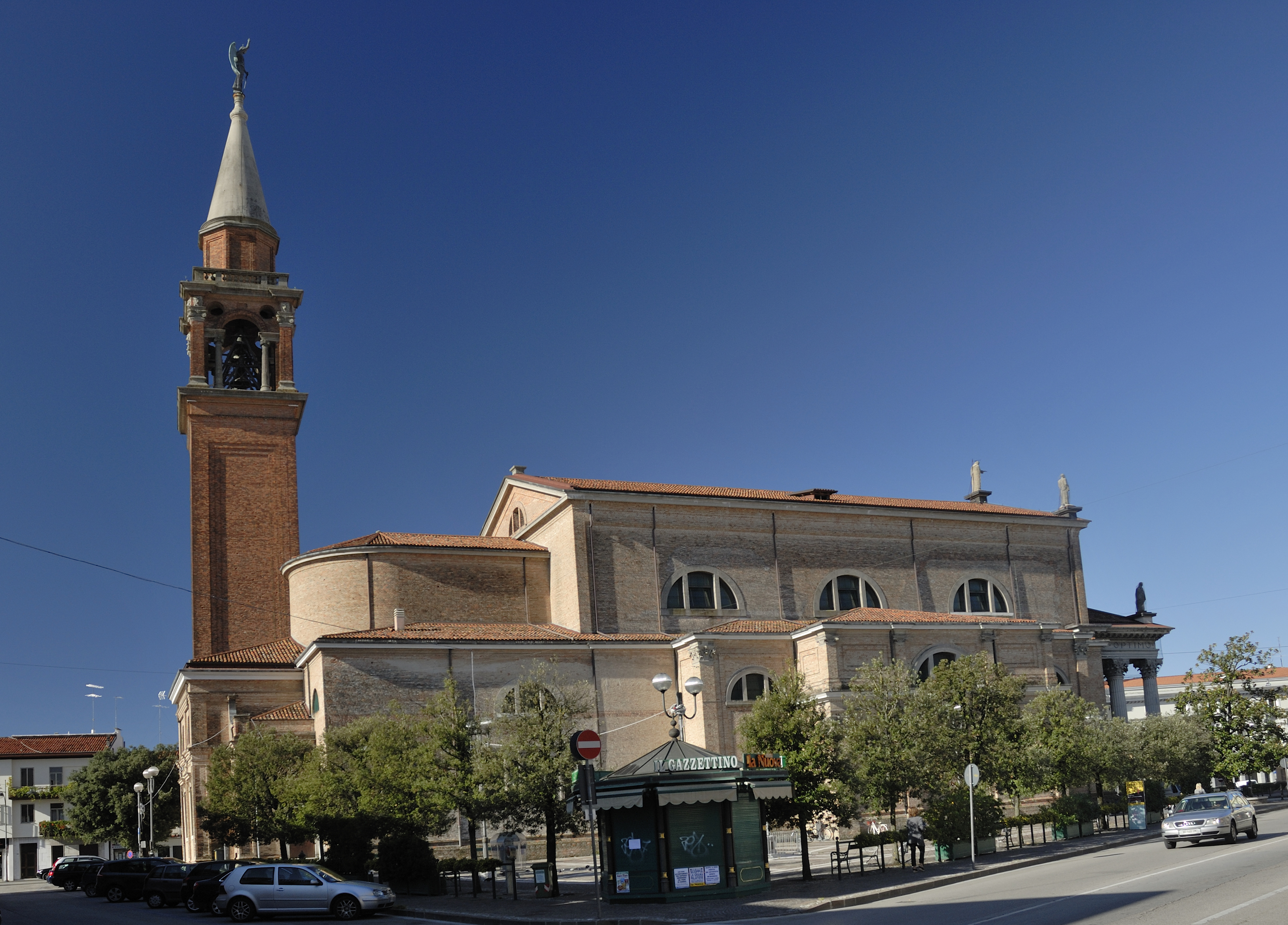
Vista laterale della chiesa e del campanile

La facciata è caratterizzata da un pronao sormontato dalle statue delle tre virtù teologali e sostenuto da otto colonne scanalate di ordine corinzio. Il timpano superiore della facciata è coronato dalle statue raffiguranti la Madonna, san Pietro e san Paolo. A sinistra del portale centrale, una nicchia conserva il crocifisso ligneo ritrovato tra le rovine del vecchio duomo; a destra un busto ricorda l'arciprete Luigi Saretta. La facciata del duomo è rivolta a nord-ovest. 

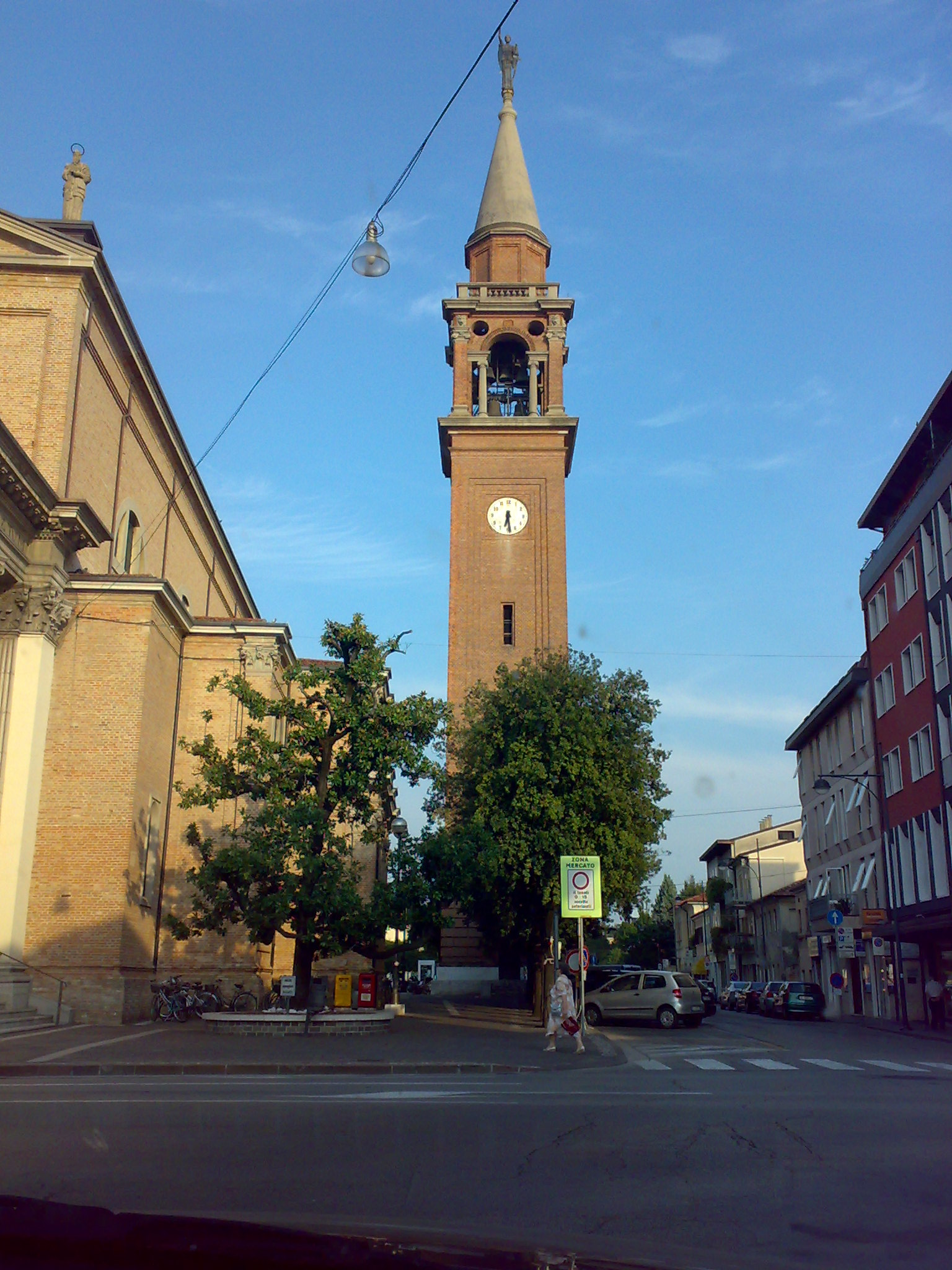
Il campanile

A destra del duomo si eleva il campanile, alto 74 metri e contenente sei campane.

#### La torre campanaria prima della Grande Guerra
Prima della Grande guerra, il campanile del duomo si ergeva su una base quadrata, i cui lati misuravano 9,5 m. I lati della canna (alta circa 21 m) erano di 6,5 m, con muri di spessore pari ad 1 m. Nella parte superiore del campanile trovavano spazio i quadranti dell'orologio (uno per ogni lato) per un'altezza di 7,5 m, e la cella campanaria (alta 6,5 m), dotata di quattro campane benedette nel 1855. A coronare la struttura, su una base ottagonale si innalzava una cuspide sormontata da una croce. Il campanile era alto complessivamente 55 m, escludendo la croce apicale. La torre campanaria, terminata nel 1902, fu fatta brillare dall'esercito italiano in seguito alla ritirata di Caporetto, il 7 novembre 1917.

#### La nuova torre campanaria
Terminata la guerra, fu avviata la ricostruzione del campanile sullo stesso sito della struttura precedente. La torre campanaria, realizzata su progetto dell'architetto Giuseppe Torres, fu ultimata nell'agosto del 1922.
La base del campanile presenta una muratura di mattoni a finte bugne. Sopra la canna, in mattoni a faccia vista con due finestroni e l'orologio, la cella campanaria è caratterizzata da serliane e arricchita da lesene sormontate da teste di leone. Al di sopra si trova una balaustra, che cinge il tamburo ottagonale su cui poggia la cuspide.
A coronamento del campanile, il 26 ottobre 1922 fu posta una scultura lignea rivestita in bronzo alta 5 m raffigurante un angelo. L'opera, disegnata dallo stesso architetto del duomo e del campanile, rappresentava una figura alata con una mano sull'impugnatura della spada, poggiata con la punta presso i piedi. La statua fu abbattuta da una fulmine nel 1966 e sostituita da una nuova statua realizzata interamente in bronzo. La statua attuale presenta un disegno nettamente diverso rispetto alla precedente: l'angelo presenta il braccio destro sollevato in alto, mentre il sinistro tiene la spada, appoggiata con la punta alla base della scultura.
Le campane
Il campanile è dotato di 5 campane (più un campanello), fornite tutte dalla ditta De Poli di Vittorio Veneto (TV) e fuse in diversi anni. Le tre campane maggiori (La2, Si2 e Do#3) sono le originali del 1922 fuse dalla ditta G.B. De Poli di Udine così come il campanello, fuso nel 1923. Esse sono state in seguito tutte rifuse ed inoltre vennero aggiunte il Mi3 ed il Fa#3. In paese il La2 viene chiamato la “campana dei morti”, mentre il Si2 la “campana del mezzogiorno”. Esse sono montate con il vecchio sistema a slancio friulano, elettrificate originariamente negli anni ‘50-‘60 dalla ditta Morellato di Falzé di Trevignano (TV).